# Holmger Folkesson
Holmger Folkesson (Ama), svensk riddare, nämnd som levande senast år 1254. Stamfader för ätten Ama, vars vapen var en av stengavlar styckad sköld i blått och guld.

## Biografi
Holmger Folkesson (Ama) var son till Folke jarl. Han nämns eventuellt året 1248 och med säkerhet året 1250. Fick senare titeln dominus och nämns sista gången 1254.

### Egendom
Han ägde Tift i Kärna socken, som han fick genom brorsdottern drottning Katarina Sunesdotters testamente.

### Familj
Holmger Folkesson var gift med Kristina Fastadotter (en växt) (levde 1289) till Landsjö, Kimstads socken. De fick tillsammans barnen Lars Holmgersson (Ama) och riddaren och riksrådet Ulf Holmgersson (Ama).